# Балтазар (Насау-Идщайн)
Вижте пояснителната страница за други личности с името Балтазар.
Балтазар фон Насау-Висбаден-Идщайн (на немски: Balthasar von Nassau-Wiesbaden-Idstein; * 1520; † 11 януари 1568) е граф на Насау-Висбаден-Идщайн (1566 – 1568).

## Живот
Той е третият син на граф Филип I фон Насау-Идщайн (1490 – 1558) и Адриана де Глимес (1495 – 1524), дъщеря на Жан III де Глимес, господар на Берген оп Зоом (1452 – 1532).
Балтазар е член на Тевтонския орден. Той наследява през 1566 г. като управляващ граф в Насау-Висбаден-Идщайн брат си Филип II (* 1516, † 3 януари 1566). Другият му брат Адолф IV (* 1518; † 5 януари 1556) умира преди да поеме наследството.
Балтазар умира след две години на 11 януари 1568 г. и е наследен от сина му Йохан Лудвиг I. Вдовицата му Маргарета фон Изенбург-Бирщайн се омъжва втори път на 24 май 1570 г. в Бюдинген за граф Георг I фон Лайнинген-Вестербург (1533 – 1586).

## Фамилия
Балтазар се жени на 9 юни 1564 г. за графиня Маргарета фон Изенбург-Бирщайн (* 14 декември 1542; † 8 август 1613, Вестербург), дъщеря на граф Райнхард фон Изенбург-Бюдинген-Бирщайн и Елизабет фон Валдек-Вилдунген. Те имат един син:
- Йохан Лудвиг I (1567 – 1596 след падане от прозорец), граф на Насау-Висбаден-Идщайн (1568 – 1596), женен в Идщайн на 2 декември 1588 г. за графиня Мария фон Насау-Диленбург (1568 – 1625), дъщеря на граф Йохан VI Стари фон Насау-Диленбург.